# Корсунова, Вероника Александровна
Верони́ка Алекса́ндровна Ко́рсунова (20 апреля, 1992 года, Таганрог, Россия) — российская фристайлистка (акробатика). Финалиста XXII зимних Олимпийских игр в Сочи 2014 г. Серебряный призёр Чемпионата мира по фристайлу 2013 года в акробатике. Неоднократный призёр Кубков Европы, трёхкратный призёр Кубков Мира, призёр командных  Кубков Мира. Чемпионка России по фристайлу 2012 г., 2013 г., 2014 г. в акробатике. Мастер спорта России международного класса (фристайл, акробатика). Представляет Краснодарский край.  Участник Чемпионата мира по прыжкам на батуте 2010 г. Серебряный призер Первенства мира 2009г. на двойном мини-трампе, победитель спартакиады учащихся, призёр Чемпионатов России и международных стартов. Представляла Ростовскую область. Мастер спорта России международного класса (прыжки на батуте).